# فرودگاه سوکو
فرودگاه سوکو (به انگلیسی: Soko Airport) یک فرودگاه با کد یاتا BDK است . این فرودگاه در کشور ساحل عاج قرار دارد .